# Władimir Bułat
Władimir Andriejewicz Bułat (ros. Владимир Андреевич Булат, ur. 1 czerwca 1922 we wsi Ceklinowka obecnie w rejonie jampolskim w obwodzie winnickim, zm. 22 stycznia 2008 w Winnicy) – radziecki wojskowy, sierżant, Bohater Związku Radzieckiego (1945).

## Życiorys
Urodził się w ukraińskiej rodzinie chłopskiej. W 1940 skończył szkołę średnią, 28 września 1940 został powołany do Armii Czerwonej, w 1941 uczył się w wojskowej szkole piechoty w Odessie. Od lipca 1942 uczestniczył w wojnie z Niemcami, walczył na Froncie Zachodnim, Centralnym, Briańskim i 1 Białoruskim. W 1944 został członkiem WKP(b). Jako celowniczy działa 175 pułku artylerii 4 Gwardyjskiej Dywizji Kawalerii 2 Gwardyjskiego Korpusu Kawalerii 1 Frontu Białoruskiego w stopniu sierżanta wyróżnił się w walkach na terytorium Polski na początku lutego 1945. Podczas walk w okolicach wsi Podgaje k. Okonka przez dwa dni ogniem z karabinu utrzymywał zajętą przez radzieckich żołnierzy drogę, uniemożliwiając przeciwnikowi przedostanie się na zachód i zdobycie broni. W 1946 został zdemobilizowany, w 1950 ukończył Instytut Prawny, później pracował w obwodowym sądzie w Winnicy.

## Odznaczenia
- Złota Gwiazda Bohatera Związku Radzieckiego (31 maja 1945)
- Order Lenina (31 maja 1945)
- Order Wojny Ojczyźnianej I klasy (dwukrotnie, 1945 i 11 marca 1985)
- Order Wojny Ojczyźnianej II klasy (17 sierpnia 1944)
- Order Sławy III klasy (13 lutego 1945)
- Medal „Za zasługi bojowe”

I inne.